# Мароко на Светском првенству у атлетици у дворани 2014.
Мароко је учествовао на Светском првенству у атлетици у дворани 2014. одржаном у Сопоту од 7. до 9. марта петнаести пут, односно учествовао је на свим првенствима до данас. Мароко је пријавио 7 такмичара (4 мушкарца и 3 жене) али у стартној листи трке на 1.500 метара за мушкарце нема Mohamed Moustaoui тако да је репрезентацију Мароко представљало 6 такмичара (3 мушкарца и 3 жене), који су се такмичили у 4 дисциплине (две мушке и две женске).,
На овом првенству Мароко је по броју освојених медаља делио 26. место са једном освојеном медаљом (бронза). Поред тога остварена су три најбоља резултата сезоне. У табели успешности према броју и пласману такмичара који су учествовали у финалним такмичењима (првих 8 такмичара) Мароко је са 2 учесника у финалу заузела 23. место са 11 бодова.
| Плас. | Земља  | 1. место | 2. место | 3. место | 4. место | 5. место | 6. место | 7. место | 8. место | Бр. финал. | Бод. |
| ----- | ------ | -------- | -------- | -------- | -------- | -------- | -------- | -------- | -------- | ---------- | ---- |
| 23.   | Мароко | 0        | 0        | 1        | 1        | 0        | 0        | 0        | 0        | 2          | 11   |

## Учесници
| Мушкарци: - Абдалати Игидер — 1.500 м - Othmane El Goumri — 3.000 м - Abdelhadi Labäli — 3.000 м | Жене: - Малика Акаоуи — 800 м - Рабабе Арафи — 1.500 м - Сихам Хилали — 1.500 м |  |

## Освајачи медаља (1)

### Бронза (1)
- Рабабе Арафи — 3.000 м

## Резултати

### Мушкарци
| Атлетичар         | Дисциплина | Лични рекорд | Квалификације   | Квалификације | Финале                | Финале       | Детаљи |
| Атлетичар         | Дисциплина | Лични рекорд | Резултат        | Место         | Резултат              | Место        | Детаљи |
| ----------------- | ---------- | ------------ | --------------- | ------------- | --------------------- | ------------ | ------ |
| Абдалати Игидер   | 1.500 м    | 3:34,10      | 3:37,83 КВ, ЛРС | 2. у гр. 3    | 3:38,21               |              |        |
| Othmane El Goumri | 3.000 м    | 7:44,73      | 7:48,83         | 7. у гр. 1    | Нису се квалификовали | 14 / 19 (20) |        |
| Abdelhadi Labäli  | 3.000 м    | 7:45,62      | 7:54,32         | 8. у гр. 2    | Нису се квалификовали | 18 / 19 (20) |        |

### Жене
| Атлетичарка   | Дисциплина | Лични рекорд | Квалификације  | Квалификације | Финале                            | Финале                            | Детаљи |
| Атлетичарка   | Дисциплина | Лични рекорд | Резултат       | Место         | Резултат                          | Место                             | Детаљи |
| ------------- | ---------- | ------------ | -------------- | ------------- | --------------------------------- | --------------------------------- | ------ |
| Малика Акаоуи | 800 м      | 1:59,01 НР   | 2:06,04        | 17            | Није се квалификовала             | 17 / 18                           |        |
| Рабабе Арафи  | 1.500 м    | 4:04,53      | 4:10,95 КВ     | 1. у гр. 1    | дисквалификована по чл. 163,3 (б) | дисквалификована по чл. 163,3 (б) |        |
| Сихам Хилали  | 1.500 м    | 4:04,53      | 4:09,76 кв ЛРС | 4. у гр. 2    | 4:07,2 ЛРС                        | 4 / 20                            |        |